# Gare de Tazmalt
La gare de Tazmalt est une gare ferroviaire algérienne située sur le territoire de la commune de Tazmalt, dans la wilaya de Béjaïa.

## Situation ferroviaire
La gare de Tazmalt est située au sud-est de la ville de Tazmalt, sur la ligne de Beni Mansour à Béjaïa, où elle est précédée de la gare de Toghza et suivie de celle d'Allaghan.

## Service des voyageurs

### Desserte
La gare de Tazmalt est desservie par les trains régionaux des liaisons Alger - Béjaïa et Beni Mansour - Béjaïa.